# Хенри Јохансен

Хенри „Типен“ Јохансен (21. јул 1904 — 29. мај 1988) био је норвешки фудбалер који је играо као голман за Волеренгу. Касније је водио клуб као тренер.